# Die Insel der Ungeheuer
Die Insel der Ungeheuer (englischer Originaltitel: The Food of the Gods) ist ein US-amerikanischer Horrorfilm aus dem Jahre 1976. Regie führte Bert I. Gordon, der auch das (adaptierte) Drehbuch verfasste und die Spezialeffekte mitbesorgte. Der Film basiert sehr frei auf dem Roman von H. G. Wells Die Riesen kommen! (Originaltitel: The Food of the Gods and How It Came to Earth). Die deutschsprachige Erstaufführung erfolgte am 13. Januar 1977.

## Handlung
Auf einer abgelegenen Insel im kanadischen British Columbia: Das Ehepaar Skinner entdeckt eine aus der Erde nach oben kommende breidicke weißliche Flüssigkeit, welche sich als nahrhaft herausstellt. Sie interpretieren dies als Gottesgabe und verfüttern sie als Futterzusatz an ihre Hühner. Deren Nachwuchs wächst aufgrund dieses Nahrungszusatzes auf Pferdegröße heran. Auch Ratten, Wespen und Würmer ernähren sich in der freien Natur von dieser Nahrungsquelle. Morgan, ein professioneller Footballspieler, ist mit den zwei Freunden Brian und Davis auf der Insel, um zu jagen. Hierbei wird Davis in Abwesenheit der anderen durch eine gigantische Wespe getötet. Als Davis gefunden wird, vermutet man, sein Tod sei von einem schlimmen Sturz gekommen. 
Als Morgan Hilfe auf der Farm der Skinners ersucht, wird er von einem der riesigen Hühner angegriffen, kann dieses aber töten. Die anwesende Mrs. Skinner zeigt ihm die mit Hühnerfutter vermischte Substanz, ist aber der Überzeugung, dass der Tod des Freundes im Wald nichts damit zu tun hat. Morgan bringt zusammen mit Brian, welcher skeptisch über die Todesursache ist, Davis’ Leichnam von der Insel weg. Beide kehren zunächst wieder in ihr Alltagsleben zurück. Mr. Skinner möchte die Flüssigkeit vermarkten. Als er eines Nachts unterwegs nach Hause ist, wird er von riesigen Ratten im Wald angegriffen und getötet. 
Morgan lässt der Tod des Freundes nicht ruhen. Als bei der Untersuchung des Leichnams schließlich herauskommt, dass der Freund nicht durch einen Sturz umkam, beschließt er in Begleitung von Brian zur Insel zurückzukehren, um die Sache weiter zu untersuchen. Auch das Paar Thomas und Rita, welche schwanger ist, ist auf der Insel und steckt mit dem Campingfahrzeug im Morast fest. Der an der Flüssigkeit interessierte Geschäftsmann Jack Bensington und seine Assistentin, die Biologin Lorna Scott, sind ebenso auf der Insel unterwegs zu den Skinners und begegnen dem Paar auf der Strecke. Bensington ignoriert dessen Hilferuf aber und fährt ohne zu halten vorbei. Morgan und sein Freund folgen kurze Zeit danach ebenfalls auf demselben Weg, machen bei dem Paar einen kurzen Stopp und versprechen, später zu helfen. Die auf ihren Mann wartende Mrs. Skinner wird unterdessen im Haus von riesigen Würmern attackiert, kann sich jedoch zur Wehr setzen. 
Als Bensington mit seiner Assistentin eintrifft, waren auch die Ratten schon bei den Skinners und haben die Hühner gefressen. Bensington hat allerdings nur Augen für die gewinnbringende Flüssigkeit und möchte diesbezüglich das Geschäftliche regeln, jedoch wird Mr. Skinner für die Unterschrift vermisst. Mrs. Skinner zeigt Bensington die Quelle der Flüssigkeit. Kurz darauf werden sie von einem Schwarm riesiger Wespen angegriffen, können aber ins Haus flüchten. Bensington traut sich raus und versucht, die Tiere mit einer Schaufel zu vertreiben, was ihm aber nicht gelingt. Morgan und Brian treffen ein und verjagen die Rieseninsekten gerade noch rechtzeitig mit ihren mitgebrachten Gewehren. Trotz des knapp entgangenen Todes hält Bensington weiter an der Flüssigkeit fest. Morgan und Brian suchen ein riesiges Wespennest auf und zerstören es. Währenddessen gerät Lorna in Gefahr durch die Riesenratten, nachdem sie in ein Tunnelsystem gestürzt ist. Der herbeieilende Morgan kann die Ratten aber zurückdrängen und rettet Lorna. 
Beim Campingbus spitzt sich die Lage zu, nachdem dieser von den Riesenratten umzingelt wird. Das Paar überlässt den gefräßigen Tieren den Bus und flüchtet in Richtung Farm. Morgan möchte die Situation mit den Ratten überprüfen. Sein Freund Brian warnt ihn, besser mit dem geschlossenen Fahrzeug von Bensington zu fahren, lässt sich dann aber dennoch auf die gemeinsame Fahrt mit dem offenen Jeep ein. Morgan möchte die Riesenratten mit einem unter Strom gestellten Zaun bezwingen, was zunächst auch zu gelingen scheint. Die Ratten schlagen allerdings zurück, zerren Brian aus dem offenen Jeep und töten ihn. Zwischenzeitlich sichert sich Bensington die Flüssigkeit in Behältern, während Lorna es ihm auszureden versucht. Als Morgan ohne Brian zurückkehrt, wird er von Bensington ausgelacht. Morgan zerstört darauf dessen mit der Flüssigkeit gefüllte Behältnisse, während die von einer großen, weißen Ratte angeführten Riesenratten die Farm erreichen. Bis auf Bensington flüchtet der Rest erneut ins Haus und versucht sich mit Gewehren zu verteidigen. Bensington stirbt draußen beim Versuch, noch etwas von der Flüssigkeit zu retten. Morgan bastelt mehrere Sprengsätze und schießt sich zusammen mit Thomas den Weg zum Jeep frei. Während die beiden unterwegs zum Damm sind, werden die noch verbliebenen drei Frauen weiter im Haus von den Riesenratten attackiert. Bei einem der Angriffe stirbt Mrs. Skinner. Morgan sprengt zusammen mit Thomas schließlich den Damm und ertränkt damit die Riesennager.
Die wachstumsfördernde Flüssignahrung wird teilweise in verbliebenen Gläsern hinweggespült an neue Ufer, wo sie auf einer in der Nähe befindlichen Farm von den dortigen Kühen konsumiert wird. Über die Milch der Wiederkäuer gelangt die Nahrung in die Nahrungskette von Schulkindern.

## Hintergrund
Der Roman setzt sich schon sehr früh mit dem Thema Gentechnik auseinander. Das Drehbuch reduzierte die Handlung der Literaturvorlage, worin der Mensch seine Umwelt so lange vergewaltigt, bis diese sich durch das Umkippen der Ökologie rächt, jedoch auf das Thema „Die-Natur-schlägt-zurück-Film“. Bert I. Gordon hatte bereits 1965 für Embassy Pictures den Film Village of the Giants inszeniert. Auch hier hatte er das Drehbuch auf Basis des gleichen Roman Wells’ verfasst – allerdings sehr lose. In diesem Werk terrorisieren riesige Teenager eine Stadt.

## Erfolg
Der Film war der erfolgreichste Film des Jahres für AIP. Dies führte zu einer ganzen Reihe von weiteren Verfilmungen der Romane von H.G. Wells (1977: The Island of Dr. Moreau und Empire of the Ants).

## Kritik
Ungeachtet des finanziellen Erfolges wurde der Film von der Kritik sehr schlecht aufgenommen. Unter anderem erhielt der Film die Auszeichnung Golden Turkey Award für den schlechtesten Nagetierfilm aller Zeiten.
Das Magazin cinema bezeichnete den Film als „Horrorschrott“, der nur „plumpe Action, lausig getrickste ‚Monster‘, groteske Regiefehler“ bietet. Dadurch sei er „ein Fall für den Film-Kammerjäger!“ Filmkritiker Roger Ebert gab dem Film einen von vier möglichen Sternen. Am 7. September 2018 wurde der Film in der Reihe Die schlechtesten Filme aller Zeiten (SchleFaZ) auf dem deutschen Sender Tele5 präsentiert.

## Fortsetzung
1989 folgte die Fortsetzung des Films The Food Of The Gods 2: Gnaw (deutscher Titel Die Stunde der Ratte). Dieser hatte nur aus Vermarktungsgründen den gleichen englischen Titel und inhaltlich nichts mit dem ersten Teil oder dem Roman gemeinsam. Lediglich die Riesenratten, hierunter ebenso eine weiße, kommen darin vor.

## Trivia
- In der Episode „Of Rats and Men“ der Fernsehserie Teenage Mutant Ninja Turtles taucht eine größere Gruppe von Riesenratten auf.
- Bereits 1959 wurde in dem Film Die Nacht der unheimlichen Bestien das Thema von genmanipulierten rattenähnlichen Riesenmäusen aufgegriffen, welcher 2012 mit dem Film Mega Rats – Angriff der Riesenratten seine Fortsetzung fand.
- Für die Spezialeffekte waren Bert I. Gordon, Eric von Buelow, Tom Fisher, John Thomas und Keit Wardlow zuständig.